# Pedro Alonso López
Pedro Alonso López (Venadillo, Tolima, Colombia, 8 de octubre de 1948-desaparecido el 22 de septiembre de 1999), también conocido como el Monstruo de los Andes, es un asesino en serie colombiano que, tras su captura en 1980, confesó el asesinato de más de 300 niñas y jóvenes en Colombia, Ecuador y Perú. Sin embargo, las autoridades solo confirmaron la autoría de 110 víctimas.
No se puede establecer con certeza la cantidad de asesinatos, ya que buena parte de los cuerpos no aparecieron, y los actos violentos se llevaron a cabo en regiones aisladas, motivo por el cual no se cuenta con cifras fiables. Sin embargo, en su confesión a los investigadores, reconoció haber asesinado a por lo menos 110 muchachas en Ecuador, 100 en Colombia y "muchas más de 100" en Perú. Y ayudó a ubicar un campo en Ambato, Ecuador, donde se hallaron 53 cuerpos, y cuatro más en otros lugares, aunque en otros puntos señalados por él mismo no se hallaron restos humanos. Si se da crédito a su versión, Pedro Alonso López es el asesino en serie masculino que más asesinatos ha cometido.
Se desconoce su paradero.

## Infancia
Pedro Alonso López nació en 1948 en el municipio de Venadillo, Tolima, y a los seis meses su madre se mudó a Santa Isabel, en plena época de “La Violencia”, periodo de guerra civil no declarada que provocó cerca de 200 000 muertes.
Era el séptimo hijo de un total de trece hermanos, hijos de una prostituta, Benilda López de Castañeda y tuvo una infancia infeliz por la violencia del ambiente, el excesivo control de su madre y la ausencia de la figura paternal. Su padre, Megdardo Reyes, fue asesinado seis meses antes de su nacimiento.
Vivían en una única habitación con cortinas como separación, por lo que él y sus hermanos oían las interacciones de su madre con los clientes. En 1957 con 9 años de edad fue sorprendido por su madre intentando mantener relaciones sexuales con su hermana menor y fue desterrado de la casa. Vagabundeó en estado de indigencia como habitante de la calle en Bogotá y fue abusado sexualmente. A la edad de 12 años fue adoptado por una familia estadounidense. Pero una nueva agresión sexual por parte de un profesor le hizo huir de nuevo y volver a las calles.
En 1969 con 21 años de edad fue encarcelado por hurto y en prisión fue abusado por 4 presos; decidió no volver a ser una víctima y los asesinó días después. Como fue declarada defensa propia, solo se le añadieron 2 años de condena.

## Actividad criminal
A su salida de prisión en 1978, Pedro viajó extensamente por todas partes del Perú. Durante este tiempo —él más tarde reconoció—, había empezado a atacar violentamente y asesinar a por lo menos 100 niñas y muchachas jóvenes de tribus locales por toda la región. Dijo buscar a las que "tuvieran mirada más inocente" y abordarlas de día, porque pensaba que de noche desconfiarían. La verdad es que fue imposible verificar estas denuncias, pero lo que sí se sabe es que fue capturado por un grupo de ayacuchanos, en el centro sur del Perú, mientras intentaba secuestrar a una niña de tan solo 9 años de edad.
Los ayacuchanos le despojaron de sus ropas, pertenencias, lo retuvieron y lo enterraron vivo sobre la arena. No obstante, tuvo la suerte de su lado, porque un misionero estadounidense intervino y convenció a sus captores que el asesinato era impío y que debían entregar a Pedro a las autoridades. Ellos consideraron esta posibilidad y entregaron a su prisionero a las autoridades peruanas. Las autoridades judiciales y policiales no quieren perder el tiempo en investigar la denuncia procedente de las pequeñas tribus y el Gobierno peruano deporta a Pedro a Ecuador.
En su retorno a Ecuador, Pedro empezó a viajar alrededor de la región, incluso frecuentemente se detiene en Colombia. Las autoridades pronto empezaron a notar un aumento en los casos de personas desaparecidas, más concretamente de muchachas jóvenes. Sin embargo, rápidamente éstos concluyeron que se estaba produciendo debido al crecimiento de la demanda de esclavas sexuales y trata de mujeres.
En abril de 1980, una riada inunda Ambato (Ecuador) y esto causó que las autoridades tomaran de nuevo al archivo de casos de las personas desaparecidas cuando las aguas rabiosas desenterraron los restos de cuatro niñas. Mientras era difícil por los especialistas determinar las causas de las muertes, concluyeron que los cuerpos de las muchachas que habían encontrado, habían sido escondidos por alguien deliberadamente para tratar de que no fueran descubiertos.

## Captura y confesión
Días después, en la plaza Urbina de la ciudad de Ambato, Pedro Alonso López intentó llevarse a una niña, ofreciéndole dinero a cambio de que le acompañe, la niña dio aviso a su madre y ella a su vez a la presidenta de la plaza, a Carlina Ramón Poveda, quien lo relacionó con el hombre que hace instantes miraba a su hija de  una manera extraña.  Entonces emprendió la carrera, lo persiguió por varias cuadras y con la ayuda de un transeúnte logró capturarlo y lo retuvieron hasta que lleguen las autoridades. Pedro se encontraba muy tranquilo cuando la policía llegó a la escena. Cuando regresaron a la comisaría principal con su sospechoso, su primera conclusión fue que tenían a un loco en custodia.
Una vez en la oficina principal de la comisaría, Pedro se negó a cooperar con las autoridades y permaneció en silencio en todas las preguntas del interrogatorio. Los investigadores pronto se dieron cuenta de que tendrían que emplear una estrategia diferente para hacer hablar a su sospechoso. Uno de los funcionarios pronto sugirió que llamaran a un sacerdote, el Padre Córdoba Gudino, que conoció en prisión y mantuvo conversaciones en una celda con Pedro. El diseño de la estrategia de la policía era que el Padre Gudino se ganara la confianza del sospechoso y reconociera sus crímenes. Al momento, Pedro empezó a hablar, y al día siguiente, ya había revelado actos tan repulsivos de violencia que el Padre Gudino no pudo oír ninguno más y pidió que le sacaran de la celda.
De cualquier modo, nunca se supo nada más de las declaraciones e investigaciones acerca de estos asesinatos. Lo que sí es conocido es que en 1980 se declaró culpable a Pedro Alonso López del delito de múltiple asesinato y fue sentenciado a 16 años de cárcel.
Cuando se le preguntó que hacia con estas víctimas, explicó que primero violaba a su víctima, y entonces la estrangulaba mientras miraba fijamente sus ojos. Quería tocar el placer más profundo y de la excitación sexual más profunda antes que su vida se marchitara.
"Esta parte del perfil", dijo una vez Robert Ressler, investigador criminalista del FBI. "Los asesinos múltiples muy a menudo se deben a obsesiones de algún género relacionadas con sus madres. Una relación de odio, en idioma popular. Estas madres habitualmente no serán candidatas a madre del año. El hilo común parece ser el elemento sexual, madres que tienen muchos compañeros sexuales y el hijo es sabedor de esto. Por supuesto, los niños de prostitutas son los más probables prototipos si se les expone a este tipo de conducta, agresiva y desentendida por parte de la madre".

### Liberación y paradero
Estuvo preso en Ecuador hasta 1994 y fue entregado a las autoridades colombianas por pedido de extradición, donde fue recluido en un hospital psiquiátrico. Años después, en 1998 es declarado sano y dejado en libertad. Según un documental del canal BIO de la cadena A&E, se ha llegado a emitir un pedido de búsqueda, localización y captura a la Interpol desde el año 2002.
La última vez que se lo vio fue el 22 de septiembre de 1999, cuando se presentó en la Registraduría Nacional de Bogotá para reclamar su nueva cédula de ciudadanía.
Al momento no se sabe de su paradero actual, aunque durante su detención un grupo de padres de víctimas habría manifestado "hacer justicia por cuenta propia" si Alonso López salía nuevamente en libertad. Se presume que fue ejecutado ilegalmente.
En todo caso no se ha vuelto a saber nada del Monstruo de Los Andes. Su madre está segura de que sigue vivo pues, según cuenta, siempre que alguien cercano a ella se ha muerto, su espíritu se le ha “revelado”, cosa que no ha ocurrido con Pedro.
La Interpol lo busca desde el año 2002 por todos los asesinatos cometidos, además posee una orden de captura. En el año 2012 en la ciudad de Tunja, capital del Departamento de Boyacá ocurrió el homicidio de la niña Andrea Marcela García Buitrago y en el año 2013 el programa de televisión Crónicas RCN dijo que el Monstruo de los Andes era un posible sospechoso, debido a las características del crimen que se asemejan con las del asesinato de Flor Alba Sánchez, su primera víctima.